# ダンスカード
ダンスカード（Dance card, Ballspende or Damenspende）とは、フォーマルな舞踏会にて、女性がダンス毎に踊る相手の予定をメモしておく為に使われたカードである。次第に男性にも用いられるようになった。
18世紀には登場していたが19世紀のウィーンにて、特にレント前のカーニバル期間中に行われる大舞踏会で広まった。
その後、ダンスカードは予定表の意味でも使われ、誰かに一緒に過ごす時間を取って欲しいときに、比喩的に "pencil me into your dance card" と表現することがある。

## 概要
実際のダンスカードは、小冊子の形をしていて、飾り付きのカバーと、曲名と作曲家等の一覧と共に、踊る相手の名の記入欄がある。
通常、カバーには舞踏会のスポンサーや日付が記され、また、ドレスに取り付けられるように飾り紐等がついている。
また、専用の小型のペンがセットになっているものもある。
冊子ではなく、アクセサリーにメモ書きできる紙が組込まれているものもある。
19世紀から第一次世界大戦までの間、オーストライア・ハンガリーのエリート向けのダンスカードには、とても凝った作りのものがあり、貴金属や宝石を組込んだものもあった。